# Tenguna watanabei
Tenguna watanabei är en insektsart som beskrevs av Matsumura 1910. Tenguna watanabei ingår i släktet Tenguna och familjen Dictyopharidae. Inga underarter finns listade i Catalogue of Life.